# Liste der Gemeindeverbände im Département Mayenne
Das Département Mayenne liegt in der Region Pays de la Loire in Frankreich. Es untergliedert sich in zehn Gemeindeverbände (Stand: 1. Januar 2019).
Siehe auch: Liste der Gemeinden im Département Mayenne

## Gemeindeverbände

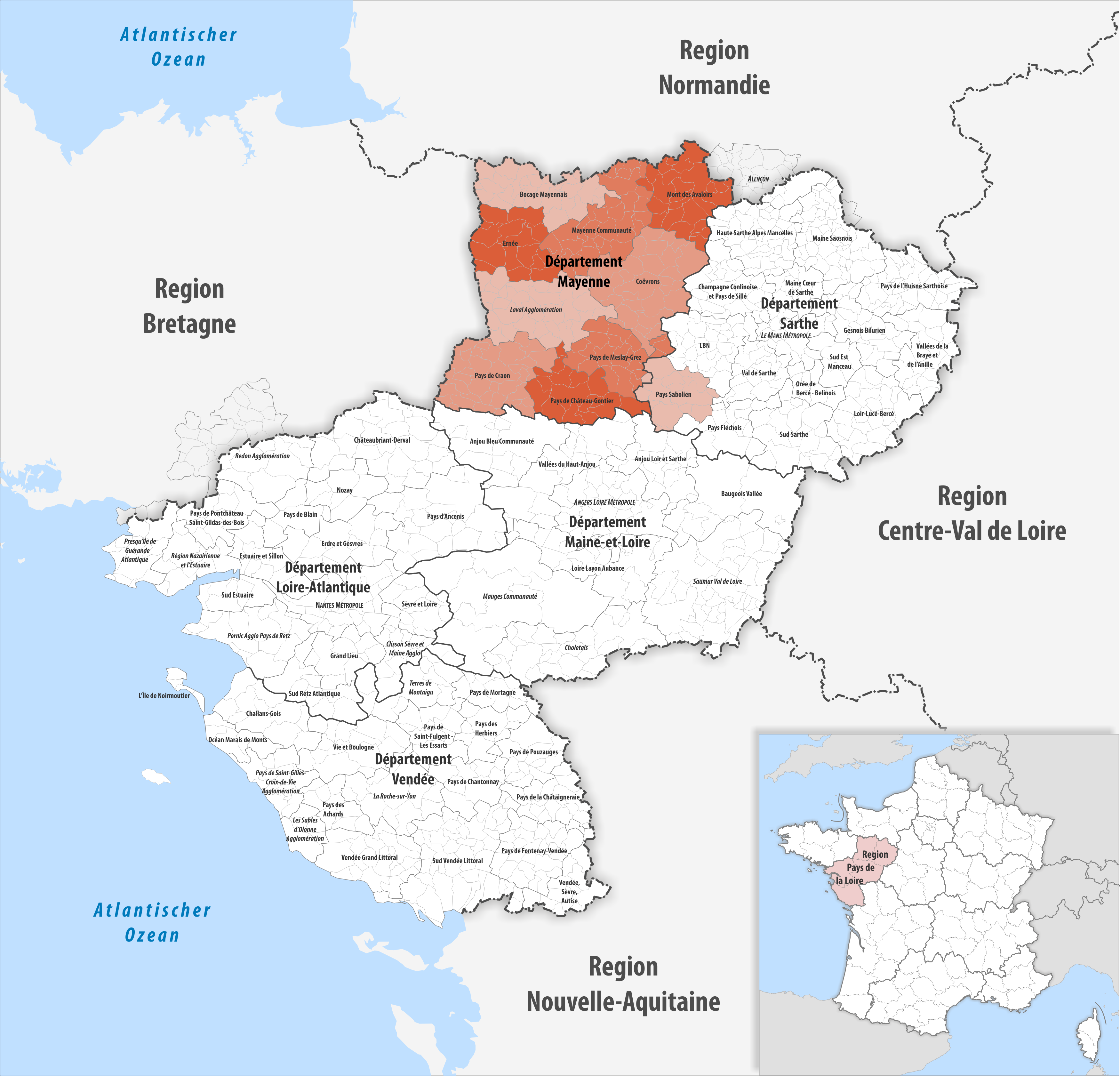
Gemeindeverbände im Département Mayenne

| Gemeindeverband         | Gemeinden im Départ./Verband | Einwohner 1. Januar 2022 | Fläche km² | Dichte Einw./km² | SIREN- Nummer | Rechtsform                 | Gründungsdatum    |
| ----------------------- | ---------------------------- | ------------------------ | ---------- | ---------------- | ------------- | -------------------------- | ----------------- |
| Bocage Mayennais        | 27/27                        | 18.256                   | 526,94     | 35               | 245 300 389   | Communauté de communes     | 17. Dezember 1993 |
| Coëvrons                | 29/29                        | 26.746                   | 785,79     | 34               | 200 033 298   | Communauté de communes     | 31. Dezember 2012 |
| Ernée                   | 15/15                        | 20.342                   | 479,15     | 42               | 245 300 355   | Communauté de communes     | 24. Dezember 1993 |
| Laval Agglomération     | 34/34                        | 114.872                  | 686,07     | 167              | 200 083 392   | Communauté d’agglomération | 1. Januar 2019    |
| Mayenne Communauté      | 33/33                        | 36.612                   | 621,82     | 59               | 200 055 887   | Communauté de communes     | 18. November 2015 |
| Mont des Avaloirs       | 26/26                        | 15.531                   | 548,05     | 28               | 200 042 182   | Communauté de communes     | 1. Januar 2014    |
| Pays de Château-Gontier | 16/16                        | 29.934                   | 453,38     | 66               | 245 300 447   | Communauté de communes     | 28. Dezember 1999 |
| Pays de Craon           | 37/37                        | 28.594                   | 642,91     | 44               | 200 048 551   | Communauté de communes     | 5. November 2014  |
| Pays de Meslay-Grez     | 22/22                        | 13.832                   | 421,76     | 33               | 245 300 223   | Communauté de communes     | 26. Dezember 2000 |
| Pays Sabolien           | 1/17                         | 28.326                   | 365,67     | 77               | 247 200 090   | Communauté de communes     | 30. Dezember 1999 |